# BeagleBoard
BeagleBoard je nízkonákladový, open-source jednodeskový počítač navržen pro tvorbu vestavěných aplikací, vzdělávací účely a projekty v rámci robotiky a vývoje systémových prototypů. Tento koncept byl převážně vyvinut Geraldem Coleym a Jasonem Kridnerem ve společnosti Texas Instruments a využívá CPU architektury ARM a RISC-V. BeagleBoard je vybavena řadou různých rozhraní, mimo jiné USB, DVI-D, HDMI ,S-VIDEO, JTAG, GPIO, I2C, SPI a další, jež umožňují desce být vysoce přizpůsobitelná na potřeby uživatele.

## Technické parametry
Typický BeagleBoard je deska plošných spojů s integrovaným OMAP3530 procesorem, který využívá ARM nebo RISC-V architekturu, TMS320C64x+ digitální signálový mikroprocesor pro akcelerované dekódování videa a zvuku a integrovanou PowerVR SGX grafickou kartu pro vykreslování 3D grafiky. Uložiště na BeagleBoard poskytuje Micron POP paměť, skládající se z nevolatilní NAND flash paměťové karty a volatilní MDDR SDRAM operační paměti. BeagleBoard je založen na vysoké úrovni přizpůsobitelnosti, pomocí tzv. „přídavných desek“, které je možno připojit na původní BeagleBoard a rozšířit její funkčnost o servomotor, chlazení ventilátorem, relé nebo externí sběrnice pro robotiku, testování zátěže a komunikaci. Beagleboard nejčastěji používá operační systém GNU/Linux, avšak existují i verze využívající jiné Unix-like operační systémy a Windows.

## Typy
Nezisková nadace Beagleboard.org nabízí různé typy desek s různými zaměřeními:
- BeagleBone® Black - Deska určena pro open-source komunitu a začínající vývojáře, vybavena minimální sadou externích komponentů a rozhraní, umožňující využívat výkon ARM® Cortex™-A8 procesoru a zároveň udržet vysokou úroveň přizpůsobivosti[10].
- BeagleBone® Black Industrial - Průmyslově hodnocená deska se stejnou funkčností jako BeagleBone® Black s rozšířeným teplotním rozsahem na -40 °C až +85 °C[11].
- BeaglePlay® - Deska používaná pro svou rozsáhlou nabídku externích sběrnic, podporující širokou škálu senzorů, aktuátorů a jiných technických součástek bez potřeby pro komplikované zapojení[12].
- BeagleV®-Ahead - Deska využívající open source CPU architektury RISC-V, určená pro pokročilé vývojáře, kteří se zaměřují na vestavěné aplikace pro GNU/Linux a RISC-V[13].
- BeagleBone® AI-64 - Deska s hardware komponenty určené pro využití na strojové učení umělé inteligence[14].

## Využití
BeagleBoard se používá v mnoha oblastech robotiky a vývoje vestavěných aplikací. Díky své přizpůsobitelnosti lze využít v pohyblivých a autonomních systémech, průmyslové automatizaci, vývoji dronů a mnoho dalších. Desky BeagleBoard se také často používají ve vzdělávacích projektech informatiky a robotiky a pro volnočasové účely.